# Marcel Versteeg
Marcel Jean Versteeg (Arnhem, 20 augustus 1965) is een Nederlandse voormalige langeafstandsloper, die was gespecialiseerd in de 5000 m en het veldlopen. Midden jaren negentig behoorde hij tot de Nederlandse top in deze disciplines. Hij werd viermaal Nederlands kampioen op de 5000 m en eenmaal op de 10.000 m. In totaal nam hij tienmaal deel aan het WK veldlopen. Zijn hoogste klasseringen bij het veldlopen waren een 50e (1995) en een 61e plaats (1999). Hij nam eenmaal deel aan de Olympische Spelen.

## Biografie

### Eerste successen
Zijn eerste succes behaalde Versteeg in 1983 door nationaal crosskampioen te worden bij de junioren. Het jaar erop prolongeerde hij deze jeugdtitel. In 1990 won hij op de Nederlandse kampioenschappen in Rotterdam zijn eerste seniorentitel op de 5000 m. Hij plaatste zich dat jaar voor de Europese kampioenschappen in Split, waar hij sneuvelde in de halve finale met een tijd van 14.22,42. De nationale titel op de 5000 m won hij eveneens op de NK's van 1991, 1994 en 1998.

### Olympische Spelen van Barcelona
Op de Olympische Spelen van 1992 in Barcelona plaatste Versteeg zich in 13.35,95 voor de finale van de 5000 m. "Toen maakte ik de fout om na het uitlopen niet meteen te gaan rusten, maar diezelfde avond nog even naar het Olympisch dorp te gaan en mijn enthousiasme over de behaalde finale met anderen te delen. Lekker links en rechts even wat kletsen. Dat had ik achteraf bezien nooit moeten doen. Ik had moeten eten en op bed moeten gaan liggen. Maar ik ben op de fiets naar het Holland House gegaan, heb even van het succes genoten. Ik kon toch niet slapen" In de finale werd hij vijftiende in 13.48,32. "Ik was de rust kwijt, die ik voor de series wel had. Na 1 kilometer wist ik het al: dit wordt niks. Hier zit niks méér in. Ik werd vijftiende, heel teleurstellend. Antibo zat nog achter me. Die had blijkbaar in de series ook z'n krachten verspeeld."

### Nederlands kampioen na tegenvallende resultaten op de weg
Hierna probeerde Versteeg wegatleet te worden, maar stopte hiermee na tegenvallende resultaten. In 2000 wilde hij zelfs een punt zetten achter zijn topsportcarrière, maar na een gesprek met zijn trainer Pieter Keij besloot hij zijn sportieve loopbaan te verlengen. Prompt won hij het jaar hierna een gouden medaille op de Nederlandse kampioenschappen 10.000 m.

### Virus
Tijdens een hoogtestage in Kenia liep hij een virus op, die zijn leverfunctie aantastte. Het duurde zeer lang om van deze ziekte te herstellen en hierna kwam hij nooit meer terug op zijn oude niveau. In 2003 won hij nog wel de Groet Uit Schoorl (10 km) in 30.22. Een jaar later liep hij de marathon van Amsterdam in 2:35.33.
Versteeg was achtereenvolgens aangesloten bij de atletiekverenigingen VAV, V&LTC, Haag atletiek, en Loopgroep PK.

## Nederlandse kampioenschappen
Outdoor
| Onderdeel | Jaar                   |
| --------- | ---------------------- |
| 5000 m    | 1990, 1991, 1994, 1998 |
| 10.000 m  | 2001                   |

## Persoonlijke records
| Onderdeel           | Prestatie | Datum            | Plaats     |
| ------------------- | --------- | ---------------- | ---------- |
| 800 m               | 1.51,91   | 8 mei 1986       | Leiden     |
| 1500 m              | 3.37,71   | 28 juni 1992     | Hengelo    |
| 1 Eng. mijl         | 4.00,82   | 14 augustus 1985 | Hechtel    |
| 3000 m              | 7.45,88   | 26 augustus 1992 | Koblenz    |
| 5000 m              | 13.26,29  | 30 mei 1992      | Kerkrade   |
| 10.000 m            | 28.33,60  | 14 april 2001    | Veenendaal |
| 3000 m steeplechase | 9.08,30   | 9 juni 1996      | Amsterdam  |
| halve marathon      | 1:05.40   | 1999             | Egmond     |

## Palmares

### 1500 m
- 1985:  NK - 3.52,20
- 1986: 4e NK - 3.50,95
- 1988:  NK - 3.56,02

### 3000 m
- 1990:  Kerkrade International Meeting - 7.56,50
- 1990:  Rhede - 7.48,75
- 1990:  Rhede - 7.48,75
- 1992: 5e Leverkusen - 7.50,00
- 1992: 4e Abendsportfest in Koblenz - 7.46,07
- 1993:  Malmo Invitational - 7.56,91
- 1998:  Gouden Spike - 7.52,46

### 5000 m
- 1990:  NK - 13.54,53
- 1990: 13e ½ fin. EK in Split - 14.22,42
- 1991:  NK - 14.17,45
- 1992:  Reebok Classic in Kerkrade - 13.26,29
- 1992: 15e in OS - 13.48,32 (serie 13.35,95)
- 1994: 4e Reebok Classics in Kerkrade - 13.37,62
- 1994: 4e Adriaan Paulen Memorial - 13.33,93
- 1994:  NK - 13.56,14
- 1997: 4e NK - 14.22,20
- 1998:  Keien Meeting in Uden - 13.39,45
- 1998:  NK - 13.55,07
- 1999: 5e Europacup A in Lahti - 14.12,64
- 2001:  Speciale Palm Loopgala in Arnhem - 14.22,75

### 10.000 m
- 2001:  NK - 28.33,60
- 2002:  NK - 29.50,68

### 5 km
- 2003:  Almere - 15.26
- 2003:  Dalfsen - 15.43
- 2005:  Fortis Loopfestijn Voorthuizen - 16.34

### 8 km
- 2003:  Acht van Apeldoorn - 21.58

### 10 km
- 1994: 5e Paderborner Osterlauf - 29.15
- 1997:  Hapert - 29.22
- 1997:  Stadshartloop in Zoetermeer - 28.59
- 1998: 13e Parelloop - 30.06
- 1999: 8e Parelloop - 30.02
- 2000: 4e Rabocentrumloop in Hapert - 30.26
- 2000:  Linschotenloop - 30.09
- 2001:  Struik Prominenten Loop in Voorthuizen - 29.28
- 2002: 12e Zwitserloot Dakrun - 31.10
- 2003:  Groet uit Schoorl Run - 30.22
- 2004:  Leidsche-Rijn in De Meern - 31.08
- 2004: 22e Nike Hilversum City Run - 32.17
- 2005: 11e 10 km van Dalfsen - 35.27

### 15 km
- 1997: 24e Zevenheuvelenloop - 46.02
- 1999: 16e Zevenheuvelenloop - 45.39
- 2001: 6e Montferland Run - 45.25
- 2001: 12e Zevenheuvelenloop - 44.56
- 2002: 23e Zevenheuvelenloop - 47.47
- 2002: 9e Haagse Beemden Loop - 45.30
- 2005: 68e Zevenheuvelenloop - 51.22,9 (4e M40)
- 2005: 5e Montferland Run - 52.29
- 2015:  Haagse Beemden Loop - 55.50

### 10 Eng. mijl
- 2001: 19e Dam tot Damloop - 49.32
- 2004: 35e Dam tot Damloop - 54.19
- 2006: 66e Dam tot Damloop - 1:00.15

### halve marathon
- 1999: 21e halve marathon van Egmond - 1:05.42
- 2001: 4e NK in Utrecht - 1:05.16 (4e overall)
- 2001: 12e City-Pier-City Loop - 1:05.30
- 2002: 23e halve marathon van Egmond - 1:07.38
- 2002: 6e NK in Utrecht (10e overall) - 1:09.07
- 2004: 21e Bredase Singelloop - 1:11.30
- 2004:  halve Marathon op Vlieland - 1:15.10
- 2005:  Utrechtse heuvelrugloop - 1:18.32

### marathon
- 2004: 36e marathon van Amsterdam - 2:35.33

### overige afstanden
- 1990:  4 Mijl van Groningen - 18.47
- 1991: 6e 4 Mijl van Groningen - 19.14

### veldlopen
- 1983:  NK jeugd in Eibergen - 24.48,43
- 1984:  NK jeugd in Bergen op Zoom - 24.13
- 1985: 6e Warandeloop - 29.14
- 1985: 27e NK in Landgraaf - 40.35
- 1986: 5e NK in Amsterdam - 37.25
- 1986: 228e WK in Colombier - 39.10,9
- 1988:  Warandeloop - 28.45
- 1989:  NK in Landgraaf - 38.51
- 1989: 67e WK in Stavanger - 42.24
- 1989:  Sylvestercross - 29.23
- 1990:  Warandeloop - 30.11
- 1990: 4e NK in Deurne - 39.39
- 1990:  Warandeloop - 30.12
- 1991: 6e NK in Deurne - 39.38
- 1991: 160e WK in Antwerpen - 36.44
- 1991:  Warandeloop - 30.12 (zelfde tijd als in 1990)
- 1992:  NK in Utrecht - 37.59
- 1992:  Profile-cross
- 1992:  Sprintcross in Breda - 36.04
- 1992: 98e WK in Boston - 38.58
- 1993: 7e Warandeloop - 30.15
- 1993: 7e NK in Harderwijk - 36.56
- 1994: 4e NK in Wieringen - 39.11
- 1994:  Sprintcross in Breda - 37.14
- 1994: 64e EK - 29.41
- 1994: 49e WK in Boedapest - 36.20
- 1995:  Sprintcross in Breda - 37.19
- 1995: 4e NK in Wassenaar - 35.25
- 1996: 8e NK in Tilburg - 37.17
- 1996: 145e WK in Stellenbosch - 37.55
- 1996: 5e Sprintcross in Breda - 40.55
- 1996: 5e Sylvestercross in Soest - 31.33
- 1997: 27e EK in Oeiras - 28.32
- 1997: 7e Warandeloop - 30.27
- 1998:  Het Grote Bos cross
- 1998:  NK in Asten - 37.04
- 1998: 105e WK in Marrakesh - 38.03
- 1999:  NK in Heerde - 39.30
- 1999: 61e WK in Belfast - 42.42
- 2000: 6e NK in Heythuysen - 40.13
- 2001:  NK in Utrecht - 39.30
- 2004: 12e NK korte cross in Holtel - 16.09
- 2004:  Profile-cross (korte cross) - 11.06